# Kurtna (Saku)
Kurtna is een plaats in de Estlandse gemeente Saku, provincie Harjumaa. De plaats heeft de status van dorp (Estisch: küla).

## Bevolking
Het dorp had 311 inwoners op 31 december 2011 en 314 inwoners op 31 december 2021.

## Ligging
Kurtna ligt ten zuiden van de vlek Kiisa. De rivier Keila stroomt door het dorp. In de rivier is een stuwmeer aangelegd, het Kurtna paisjärv.
De spoorlijn Tallinn - Viljandi loopt langs de westgrens van het dorp, maar heeft hier geen halte.